# 山本インターチェンジ
山本インターチェンジ（サンボンインターチェンジ）は大韓民国京畿道軍浦市にある首都圏第一循環高速道路のインターチェンジである。

## 歴史
- 1996年10月31日 - 開設

## 隣
首都圏第一循環高速道路
(29) 鳥南JCT - (30) 山本IC - (31) 坪村IC